# Musca asiatica
Musca asiatica este o specie de muște din genul Musca, familia Muscidae, descrisă de Shinonaga și Tadao Kano în anul 1977.
Este endemică în Thailand. Conform Catalogue of Life specia Musca asiatica nu are subspecii cunoscute.